# 1201.
◄ | 12. stoljeće | 13. stoljeće | 14. stoljeće | ►
◄ | 1170-ih | 1180-ih | 1190-ih | 1200-ih | 1210-ih | 1220-ih | 1230-ih | ►
◄◄ | ◄ | 1198. | 1199. | 1200. | 1201. | 1202. | 1203. | 1204. | ► | ►►
Arhitektura • Astronomija • Glazba • Knjige • Književnost • Kršćanstvo • Medicina • Pravo • Promet • Znanost

## Događaji
- Bizant vratio vlast nad utvrdom utvrdom Prosek kod Demir-Kapije
- Prvo spominjanje naselja Komarne na mjestu današnjeg Novigrada Podravskog.
- Prvo spominjanje Gorjana, prema teoriji Ivana Kukuljevića Sakcinskog.
- Prvo spominjanje Gore kod Petrinje.
- Bugarski car Boris I. osnovao samostan u Varni, sjedište prepisivačke Preslavske škole.
- Prvi spomen rodonačelnika splitske patricijske obitelji Tartaglia (Jakovlić).
- Prvi spomen posjeda Sveti Petar Orehovec, današnjeg naselja.
- Podesta Brescie Rambertino Buvalelli sklopio je mir i ušao u savez s gradovima komunama Cremonom, Bergamom i Mantovom.
- 18. kolovoza – Nijemci utemeljili latvijski glavni grad Rigu.

## Rođenja
- Nasir al-Din al-Tusi (umro 1274.) iz Tusa, astronom, biolog, kemičar, matematičar, filozof, fizičar, liječnik i teolog.

## Vanjske poveznice
|  | Zajednički poslužitelj ima još gradiva o temi 1201. |